# 小斜方十二面體
小斜方十二面體是一種均勻多面體，由30個正方形和12個十邊形組成，外觀為移除了所有五邊形面的小斜方截半二十面体，且原有的三角形面也變成向內凹陷的錐體狀，:113，原有的五邊形面亦向內凹陷，其僅保留了小斜方截半二十面體的正方形面。小斜方十二面體最早出現在1881年由亞伯特·巴杜羅（Albert Badoureau）描述的6種半擬正多面體（Versi-Quasi-Regular Polyhedra）中。後來又被考克斯特和米勒於1930年到1932年間發現並命名。此外，小斜方十二面體可以視為小斜方截半二十面体經過刻面後的結果，同時，其凸包也為小斜方截半二十面體。

## 性質
小斜方十二面體由42個面、120條邊和60頂點組成，在其42個面中，有30個正方形和12個十邊形。其中正方形和十邊形個可以分成兩組，分別為15個正方形面（施萊夫利符號：{4}）、15個反向相接的正方形面（施萊夫利符號：{4/3}）、6個十邊形面（施萊夫利符號：{10}）以及6個反向相接的十邊形面（施萊夫利符號：{10/9}），這些反向相接的多邊形可在其頂角結構中體現出來。在其60個頂點中，每個頂點都是2個正方形和2個十邊形的公共頂點，其以十邊形、正方形、反向相接的十邊形和反向相接的正方形的順序連接，反向相接的多邊形導致其頂點圖呈反平行四邊形，在頂點布局中，可以用{10.4.10/9.4/3}或4,10,4/3,10/9來表示。

### 定向性
小斜方十二面體的表面是一個不可定向的曲面，即無法定義表面上特定點屬於內部或外部，因為任何點都可以在不打洞的情況下經由表面找到一個路徑連接該點對應的背面的位置，這個特性與克萊因瓶類似。

### 尺寸
邊長為單位長的小斜方十二面體外接球半徑為{\displaystyle {\sqrt {{\sqrt {5}}+{\tfrac {11}{4}}}}}。
{\displaystyle R={\sqrt {{\sqrt {5}}+{\frac {11}{4}}}}={\frac {\sqrt {11+4{\sqrt {5}}}}{2}}\approx 2.23295}

### 二面角
小斜方十二面體的稜僅有十邊形和四邊形的交稜，然而其二面角在五邊形坑洞與三角形坑洞時不同。
位於五邊形坑洞的十邊形面和四邊形面交角共有60個，其值約為121.71747度：
{\displaystyle \cos ^{-1}{\left(-{\sqrt {\frac {5-{\sqrt {5}}}{10}}}\right)}\approx 2.12437\approx 121.71747441^{\circ }}
位於三角形坑洞的十邊形面和四邊形面交角共有60個，其值約為31.71747度：
{\displaystyle \cos ^{-1}{\sqrt {\frac {5+{\sqrt {5}}}{10}}}\approx 0.55357\approx 31.71747441^{\circ }}

## 相關多面體
小斜方十二面體與小星形截角十二面體、六複合五角星柱以及十二複合五角星柱共用相同的頂點布局，其亦與小十二面截半二十面體和小斜方截半二十面体有著相同的稜布局。
| 小斜方截半二十面体 | 小十二面截半二十面體 | 小斜方十二面體   |
| 小星形截角十二面體 | 六複合五角星柱       | 十二複合五角星柱 |

### 全截大十二面體
全截大十二面體是一種是一種退化的均勻星形多面體，其外觀與小斜方十二面體的12個五邊形空隙中加入退化的截角五角星所形成的立體相同。其中退化的截角五角星為繞兩圈的五邊形，在施萊夫利符號中可以用{10/2}表示。

#### 性質
全截大十二面體為大十二面體經過全截（Omnitruncation）變換的結果。其變換過程與正二十面體變換為大斜方截半二十面体的過程相同，會使原有的面截角，並生成對偶的面截角之結果與正方形面，其通常會與先截半再截角的結果拓樸結構類似或相同。大十二面體經過全截變換後應具有54個面、180條邊和120個頂點，然而因為有部分邊和頂點兩兩重和，因此所形成的立體僅有54個面、120條邊和60個頂點。
| 截半大十二面體 | 全截大十二面體 | 小斜方十二面體 |

#### 面的組成
全截大十二面體由12個退化截角五角星、12個正十邊形和30個正方形組成，每個頂點都是重複兩組的正方形、十邊形和退化截角五角星的公共頂點，在頂點圖中可以用2[4,10,10/2]表示。
| 面在頂點周圍的分布 |